# Metadesmolaimus hamatus
Metadesmolaimus hamatus är en rundmaskart som först beskrevs av Gerlach 1956.  Metadesmolaimus hamatus ingår i släktet Metadesmolaimus och familjen Monhysteridae. Arten är reproducerande i Sverige. Inga underarter finns listade i Catalogue of Life.